# اريك شو
اريك شو (بالإنجليزية: Eric Shaw)‏ هو سياسي أسترالي، ولد في 12 يناير 1936 في أستراليا. حزبياً، نشط في حزب العمال الأسترالي. وقد انتخب عضو المجلس التشريعي ولاية كوينزلاند.